# Krotoszyn
Krotoszyn es una localidad polaca del voivodato de Gran Polonia.

## Toponimia
A finales del siglo XIX se mencionaban como nombres del lugar Krotoschin y Krotoszyn.

## Geografía
Está ubicada a una altitud de unos 130 m sobre el nivel del mar.

## Historia
Hacia finales del siglo XIX era capital del distrito homónimo, en la provincia de Prusia y el Regierungsbezirk de Posen. Tenía por entonces una iglesia protestante y dos católicas, además de una sinagoga. Su población ascendía a 9945 habitantes.